# Last Holiday
Last Holiday is een Amerikaanse speelfilm uit 2006 onder regie van Wayne Wang.

## Verhaal
Het verhaal gaat over Georgia Byrd. Georgia werkt in een detailhandel in New Orleans, op de kookafdeling. De winkel is eigendom van selfmade-man Matthew Kragen. Georgia heeft een oogje op haar collega Sean, die op de barbecue-afdeling werkt. Sean heeft dezelfde gevoelens voor Georgia, maar beiden durven die niet te uiten tegenover elkaar. Wanneer Georgia haar hoofd stoot en knock-out gaat, wordt ze onder een scanner gelegd om te controleren of ze niets heeft beschadigd. Op de scan is iets niet in orde en helaas blijkt uit een second opinion van die scan dat Georgia de ziekte van Lampington heeft, in een vergevorderd stadium. Ze krijgt te horen dat ze nog maar een paar weken heeft te leven.
Hierop besluit Georgia haar ontslag te geven. Ze haalt al haar geld van haar bankrekening en is van plan op reis te gaan naar Karlovy Vary, een stad in Tsjechië die bekend staat als kuuroord. Ze wil logeren in het Grandhotel Pupp, waar haar idool Chef Didier in de keuken staat. In dit hotel blijken ook Kragen, zijn secretaresse/maîtresse Miss Burns, senator Dillinger van de staat Louisiana en een congreslid met zijn vrouw samen te logeren tijdens de eindejaarsdagen. Georgia wordt al snel geliefd bij het hotelpersoneel, dat blij is eindelijk iemand oprecht te gast te hebben. Ze geraakt ook bevriend met Chef Didier. Kragen is geïntrigeerd door Georgia, en vraagt aan de maître d'hôtel Günther om uit te zoeken wie ze is.
Tijdens oudejaarsnacht onthult Kragen aan zijn gasten wie ze werkelijk is, maar stuit op protest van de anderen. Miss Burns neemt ontslag en wil terug gaan studeren op aanraden van Georgia. Ondertussen komt een fax binnen in het hotel om Georgia te zeggen dat de scanner niet goed werkte, en ze dus niet ziek is. Kragen zit ondertussen op een richel van het hotel. Georgia gaat hem halen en overtuigt hem niet te springen. Ondertussen is ook Sean aangekomen in het hotel om zijn liefde aan haar te verklaren. Günther, die wroeging kreeg na in Georgia haar spullen te hebben gesnuffeld, geeft haar de fax met de melding dat ze niet ziek is.
Terug thuis trouwen Georgia en Sean. Ze openen een bistro, de droom van Georgia. Tijdens de officiële opening zijn ook Chef Didier, Miss Burns, de senator en de anderen uitgenodigd. 

## Rolverdeling
| Acteur             | Personage                 |
| ------------------ | ------------------------- |
| Queen Latifah      | Georgia Byrd              |
| LL Cool J          | Sean Williams             |
| Timothy Hutton     | Matthew Kragen            |
| Giancarlo Esposito | Senator Clarence Dillings |
| Alicia Witt        | Ms. Burns                 |
| Gérard Depardieu   | Chef Didier               |
| Jane Adams         | Rochelle                  |
| Michael Nouri      | Congreslid Bob Stewart    |
| Ellen Savaria      | Mrs. Stewart              |